# Dieter Schaller
Dieter Schaller (* 19. Juni 1929 in Karlsruhe; † 11. Juli 2003 in Oedekoven, Gemeinde Alfter) war ein deutscher Mediävist und Mittellateinischer Philologe.

## Leben
Dieter Schaller studierte ab dem Wintersemester 1947/48 Germanistik, Anglistik, Klassische und Mittellateinische Philologie an der Universität Heidelberg (unter anderem bei Viktor Pöschl und Walther Bulst), unterbrochen vom Sommersemester 1950 an der Universität Marburg, wo unter anderem Hellfried Dahlmann zu seinen Lehrern zählte. Nach dem Staatsexamen 1952 und anschließender Referendariatszeit war er zunächst als Lehramtsassessor tätig, bevor er 1956 mit einer Arbeit über die Gedichte Theodulfs von Orléans promoviert wurde. 
Ab 1957 war Schaller wissenschaftlicher Assistent bei Walther Bulst am Seminar für Lateinische Philologie des Mittelalters in Heidelberg. Im Juli 1965 habilitierte er sich mit Untersuchungen zur Formengeschichte der frühmittellateinischen Dichtung an der Universität Bonn, wo er im Oktober 1965 zunächst als außerplanmäßiger, ab 1967 als ordentlicher Professor die Leitung des neugegründeten Mittellateinischen Seminars übernahm, die er über seine Emeritierung 1994 hinaus noch bis 1997 kommissarisch innehatte. 1997 wurde das Mittellateinische Seminar aufgelöst.

## Forschung
Schallers wissenschaftliche Forschungen widmeten sich vor allem der vor- und frühkarolingischen mittellateinischen Dichtung sowie vielerlei Aspekten der Formen- und Gattungsgeschichte mittellateinischer Literatur. Dazu gehören neben seinen Arbeiten über Theodulf von Orléans Studien zur frühmittelalterlichen Metrik und Rhythmik, zur Gattung des Epos im lateinischen Mittelalter, zur lateinischen Tierdichtung, zur Vortrags- und Zirkulardichtung am Hof Karls des Großen, zu den Carmina Burana und zum Vokabular hochmittelalterlicher erotischer Texte; seine geplante kommentierte Neuausgabe der Carmina Burana blieb unvollendet. 
Herausragende Bedeutung für die mediävistische Geschichtswissenschaft erlangten seine Arbeiten zum sogenannten Aachener Karlsepos, deren breit rezipierten Erkenntnisse Rudolf Schieffer zufolge der Frühmittelalterforschung als „Paradebeispiel“ der notwendigen engen Verzahnung zwischen historischer Quellenkritik und philologischer Gelehrsamkeit dienen.
Als Standardwerk gilt Schallers alphabetisch nach Initien gegliedertes bibliographisches Repertorium zur lateinischen Dichtung der Antike und des früheren Mittelalters bis zum Jahr 1000, das er gemeinsam mit seinem Schüler Ewald Könsgen erarbeitete.

## Schriften (Auswahl)
Ein vollständiges Schriftenverzeichnis findet sich bei:
- Thomas Klein: Dieter Schaller. Bibliographie 1956–2003. In: Mittellateinisches Jahrbuch. Band 38, Nr. 2, 2003, S. 337–343.

Monographien
- mit Ewald Könsgen: Initia carminum Latinorum saeculo undecimo antiquiorum. Bibliographisches Repertorium für die lateinische Dichtung der Antike und des früheren Mittelalters. Vandenhoeck & Ruprecht, Göttingen 1977, ISBN 3-525-25610-8 (Digitalisat).
- mit Ewald Könsgen: Initia carminum Latinorum saeculo undecimo antiquiorum. Bibliographisches Repertorium für die lateinische Dichtung der Antike und des früheren Mittelalters. Supplementband, fortgeführt von Thomas Klein. Vandenhoeck & Ruprecht, Göttingen 2005, ISBN 3-525-25614-0.

Aufsätze
- Philologische Untersuchungen zu den Gedichten Theodulfs von Orléans. In: Deutsches Archiv für Erforschung des Mittelalters. Band 18, 1962, S. 13–91, (Digitalisat).
- Gattungs- und Formtypen in den Carmina Burana amatoria. In: Mittellateinisches Jahrbuch. Band 36, Nr. 1, 2201, S. 77–93.
- (posthum) Schicksale des Asclepiadeus im Übergang zum Mittelalter. In: Andreas Bihrer, Elisabeth Stein (Hrsg.): Nova de Veteribus. Mittel- und neulateinische Studien für Paul Gerhard Schmidt. Saur, München u. a. 2004, ISBN 3-598-73015-2, S. 32–44.

[Gesammelte Aufsätze mit Nachträgen]
- Studien zur lateinischen Dichtung des Frühmittelalters (= Quellen und Untersuchungen zur lateinischen Philologie des Mittelalters. 11). Hiersemann, Stuttgart 1995, ISBN 3-7772-9516-7.
- Nachgelassene Schriften zur lateinischen Philologie des Mittelalters (= Göppinger Arbeiten zur Germanistik. 770). Überarbeitet und ergänzt von Thomas Klein. Kümmerle, Göppingen 2012, ISBN 978-3-86758-025-0.